# Буроухий арасари
Буроухий арасари (лат. Pteroglossus castanotis) — вид дятлообразных птиц из семейства тукановых.

## Описание
Общая длина тела до 46 см, средняя масса 258 г. Клюв чёрный с широкой продольной охристо-желтой полосой на надклювье, расширяющейся от его основания до вершины. У основания клюв окаймлен узкой жёлтой полосой, края надклювья тоже желтые. Вокруг глаз неоперенный участок голубого цвета. Радужина глаз белая. Голова и шея темные, каштаново-коричневые, верх головы у некоторых форм чёрный. Грудь и брюшко желтые с ярко-красной поперечной полосой посередине. Перья на ногах каштановые. Крылья, хвост и верх спины темно-оливковые (серовато-зеленоватые). Низ спины и надхвостье красные. Голос — пронзительное «чиииичииик».

## Ареал и места обитания

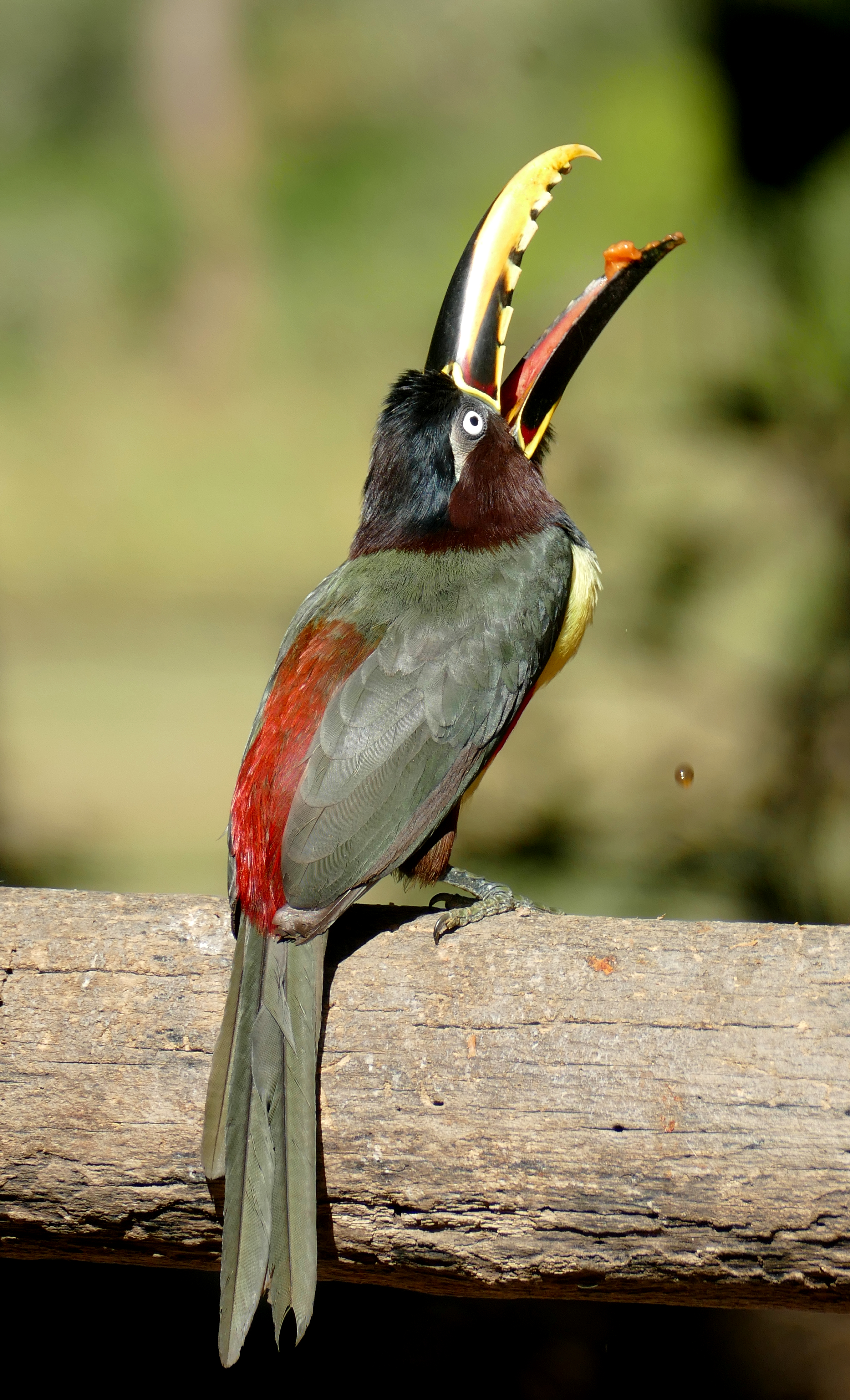

Буроухий арасари широко распространен в тропиках Южной Америки: на западе, в центре и на юге Амазонии, на плато Мату-Гросу и на юге Бразильского плоскогорья, проникая на юг до самой границы с Гран-Чако и аргентинскими пампасами. На севере ареал вдоль восточных склонов Восточной Кордильеры доходит до границы с льянос на северо-востоке Колумбии. Западная граница ареала проходит по восточным склонам Анд, захватывая юнгу на севере Боливии, огибает Гран-Чако и по его границе доходит до юга Парагвая, крайнего северо-востока Аргентины и юга Бразилии. На юге ареал доходит до верховий реки Уругвай. В Амазонии на восток проникает почти до места впадения реки Тапажос в Амазонку. Южнее восточная граница ареала огибает плоскогорье Серра-до-Качимбо и хребет Еспигао-Местре и доходит до верховий реки Рио-Параопеба в центре Бразильского плоскогорья. Обитает в дождевых тропических лесах, галерейных и пойменных лесах, во вторичной растительности, встречается в саваннах, на полянах и плантациях. В горах встречается до высоты 1300 м.

## Подвиды
Образует два подвида:
- Pteroglossus castanotis castanotis — номинативный, северный подвид, распространенный на северо-западе Бразилии и от востока и юга Колумбии до востока Эквадора и юго-востока Перу;
- Pteroglossus castanotis australis — южный подвид, обитающий на востоке Боливии, западе и юге Бразилии, востоке и юго-востоке Парагвая и крайнем северо-востоке Аргентины.

## Фото

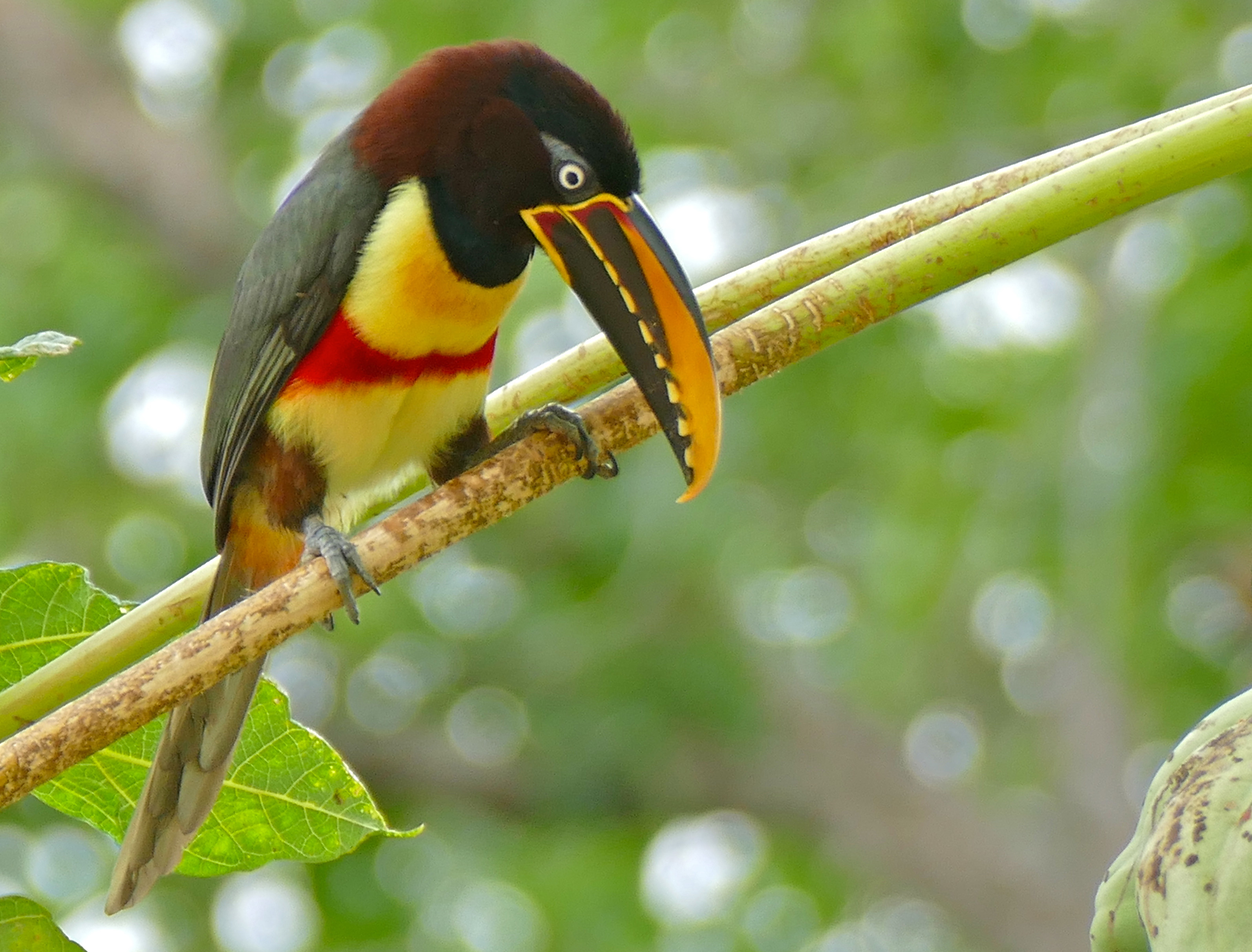
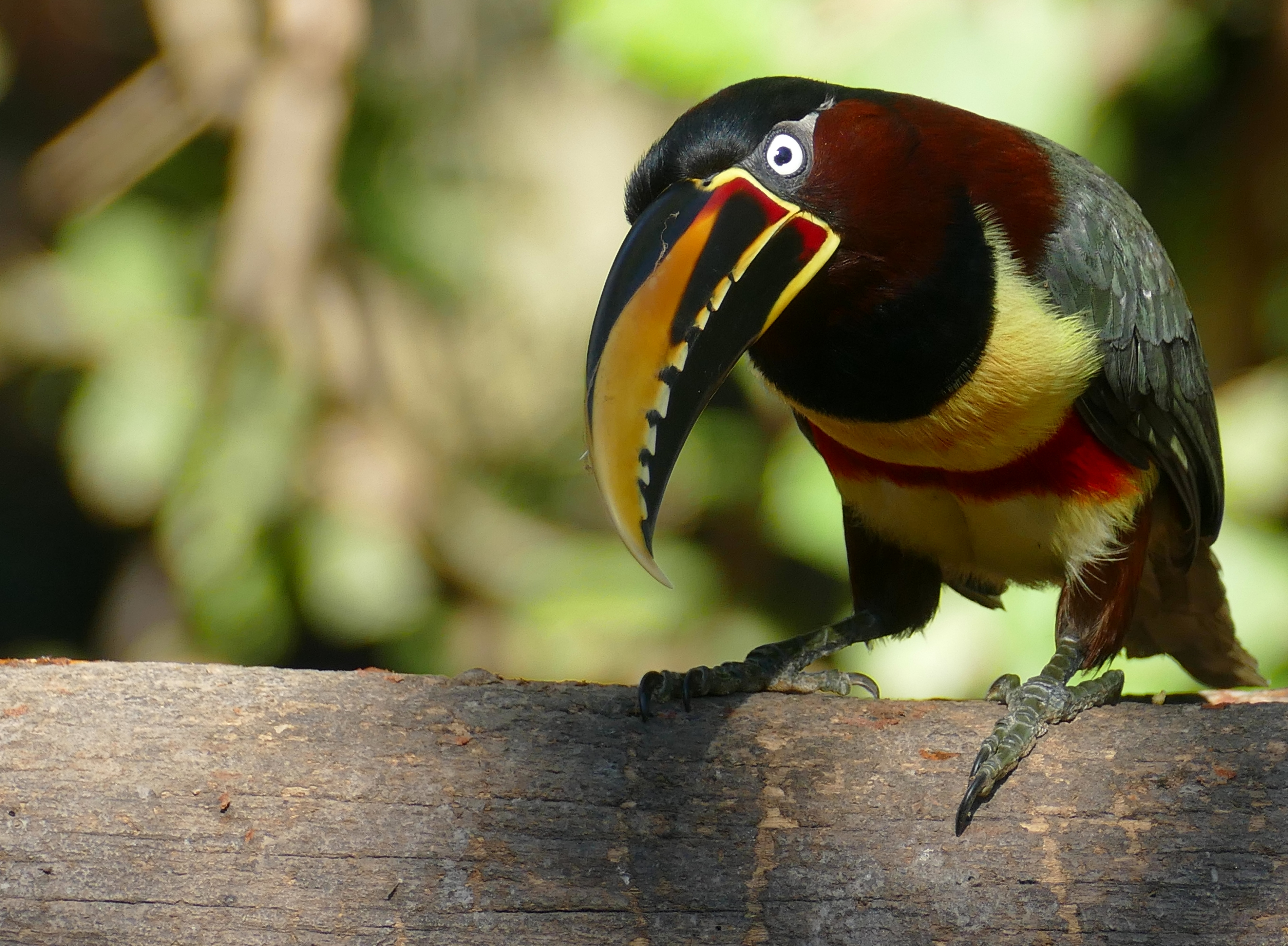
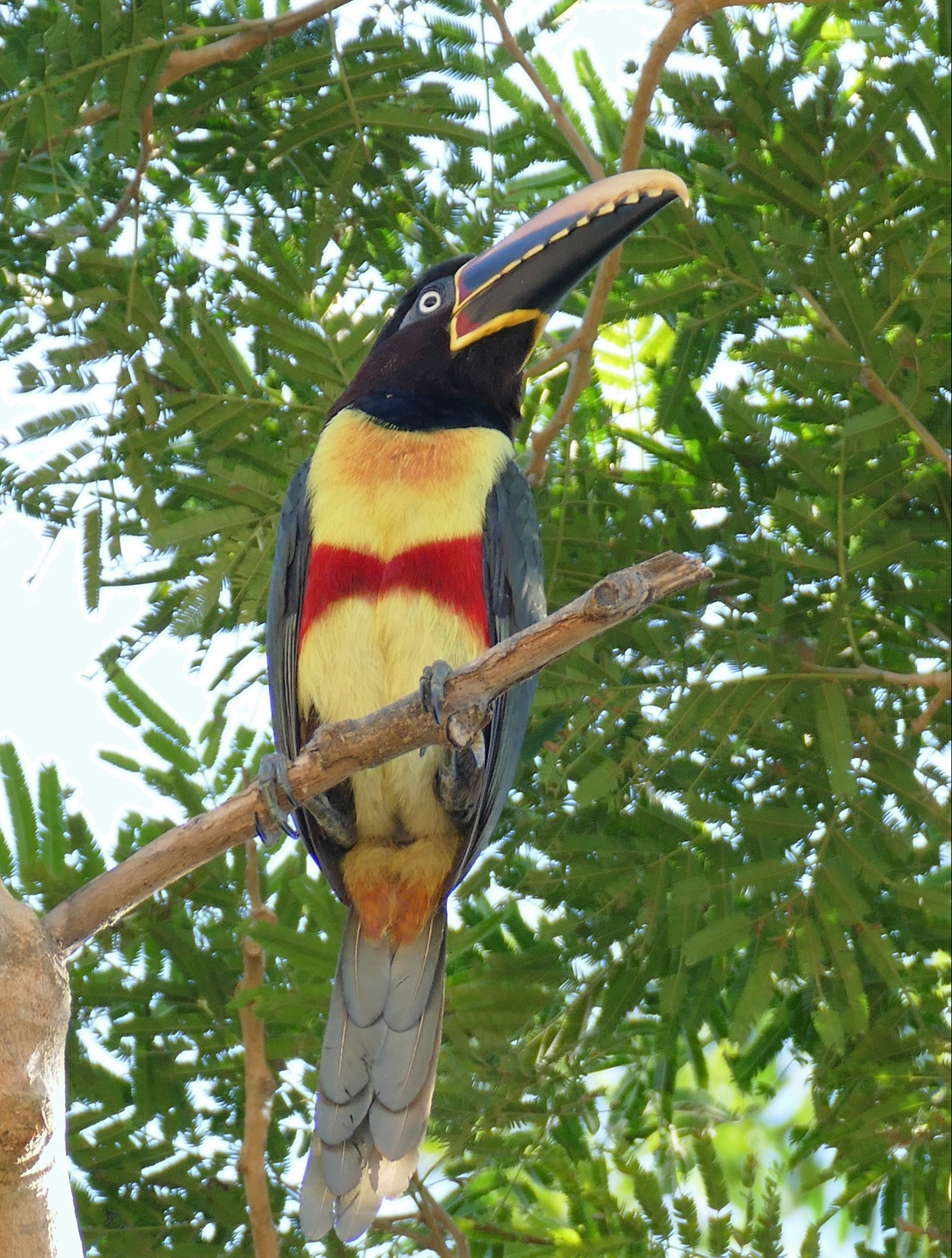
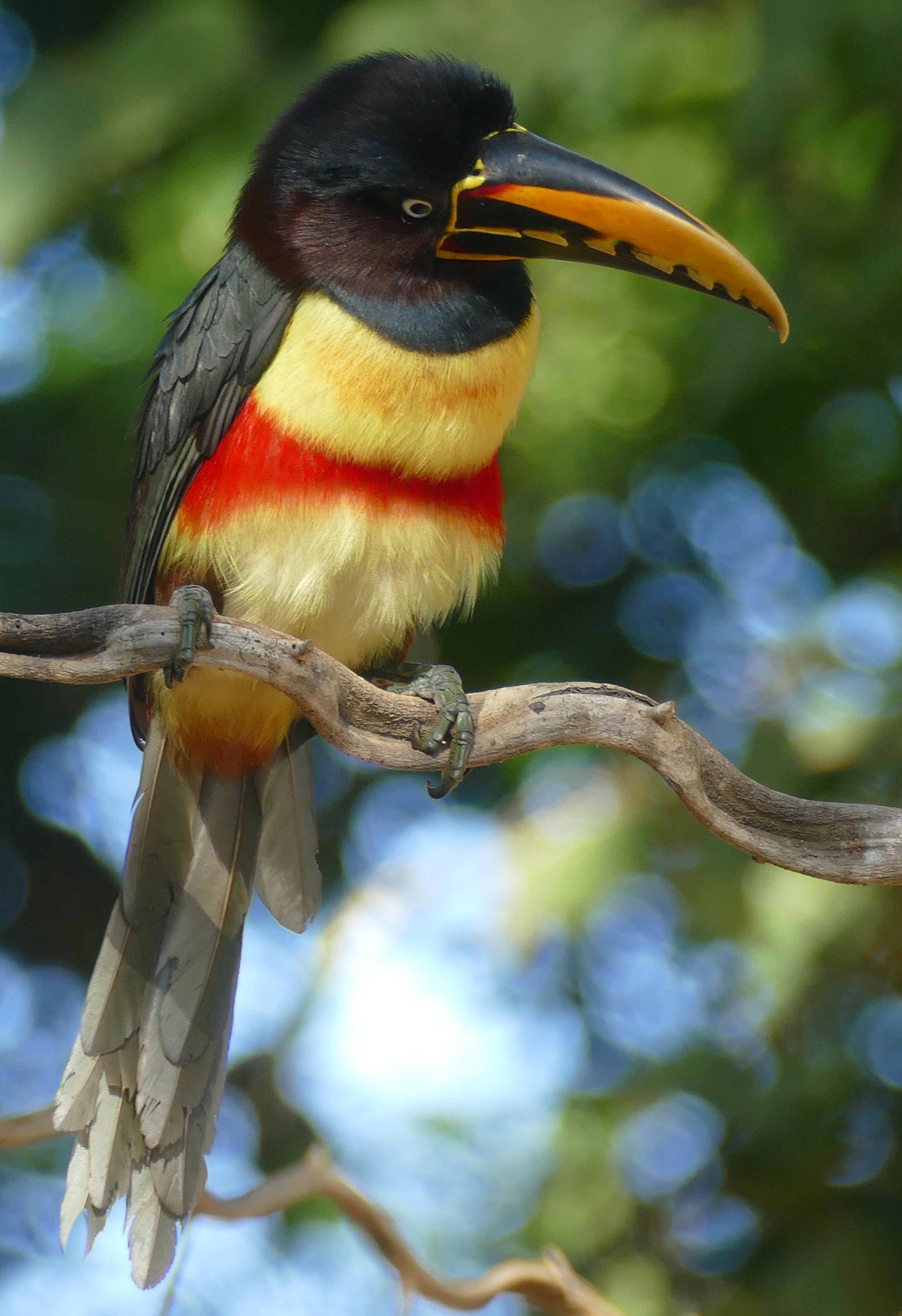
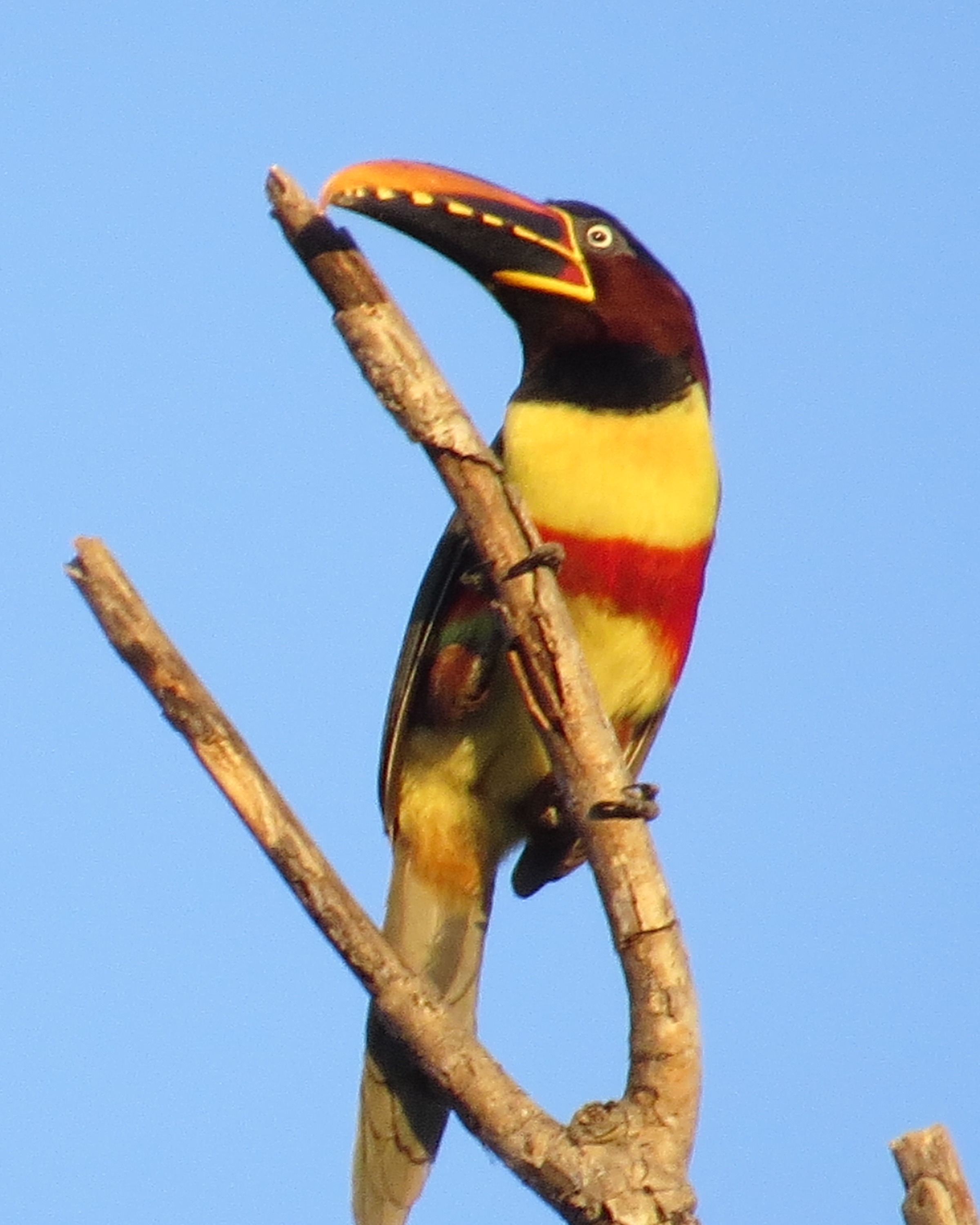
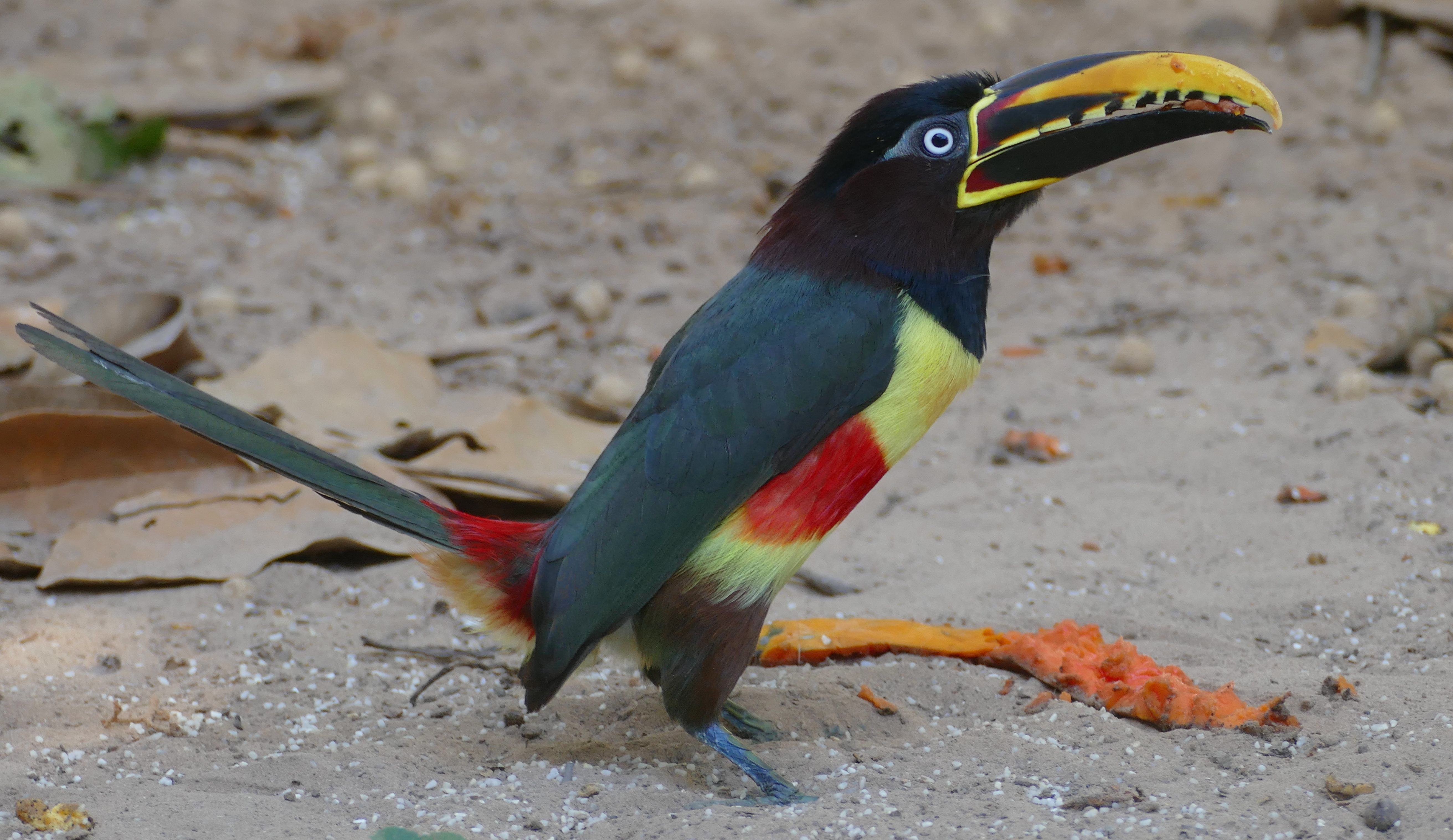
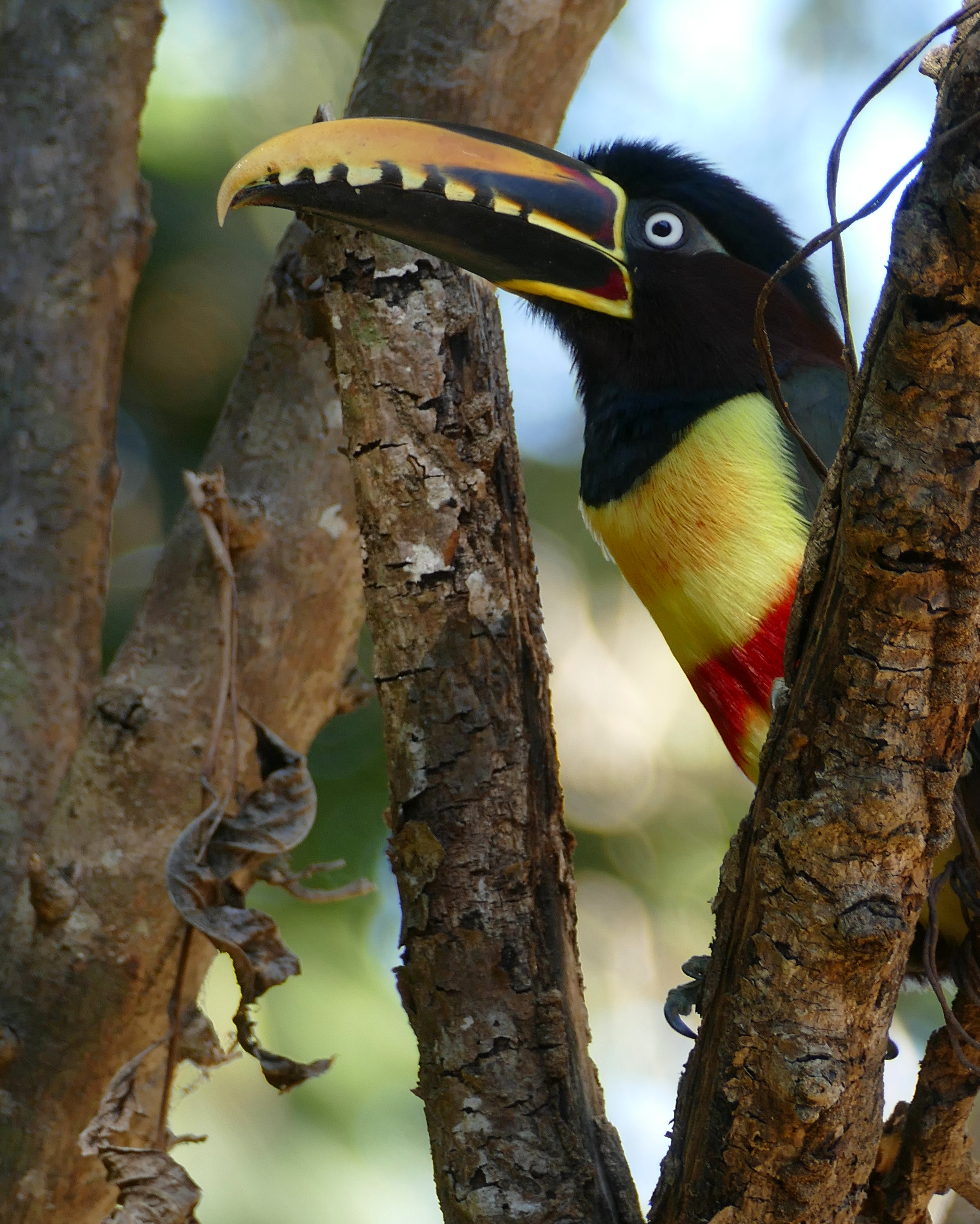
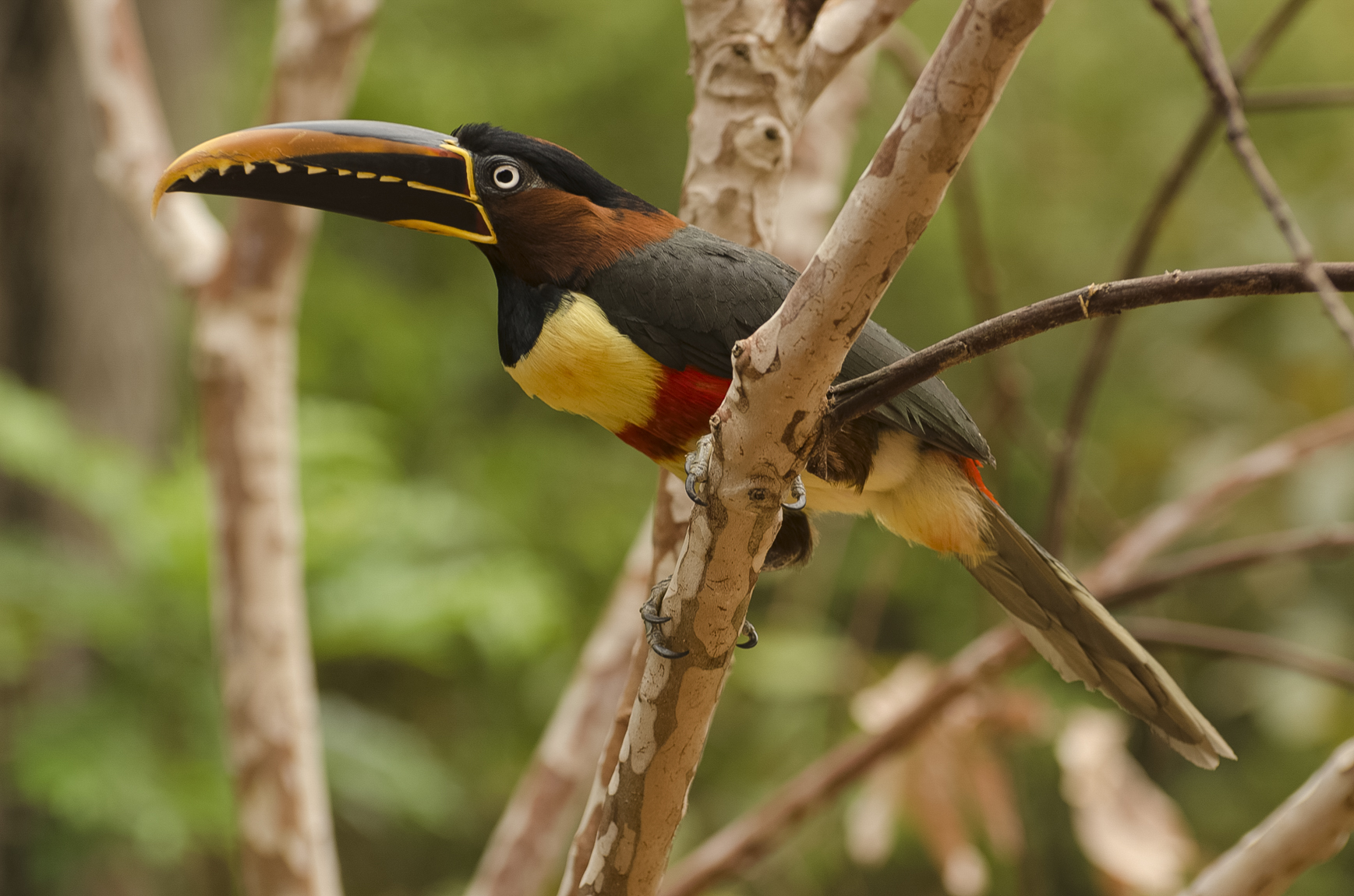
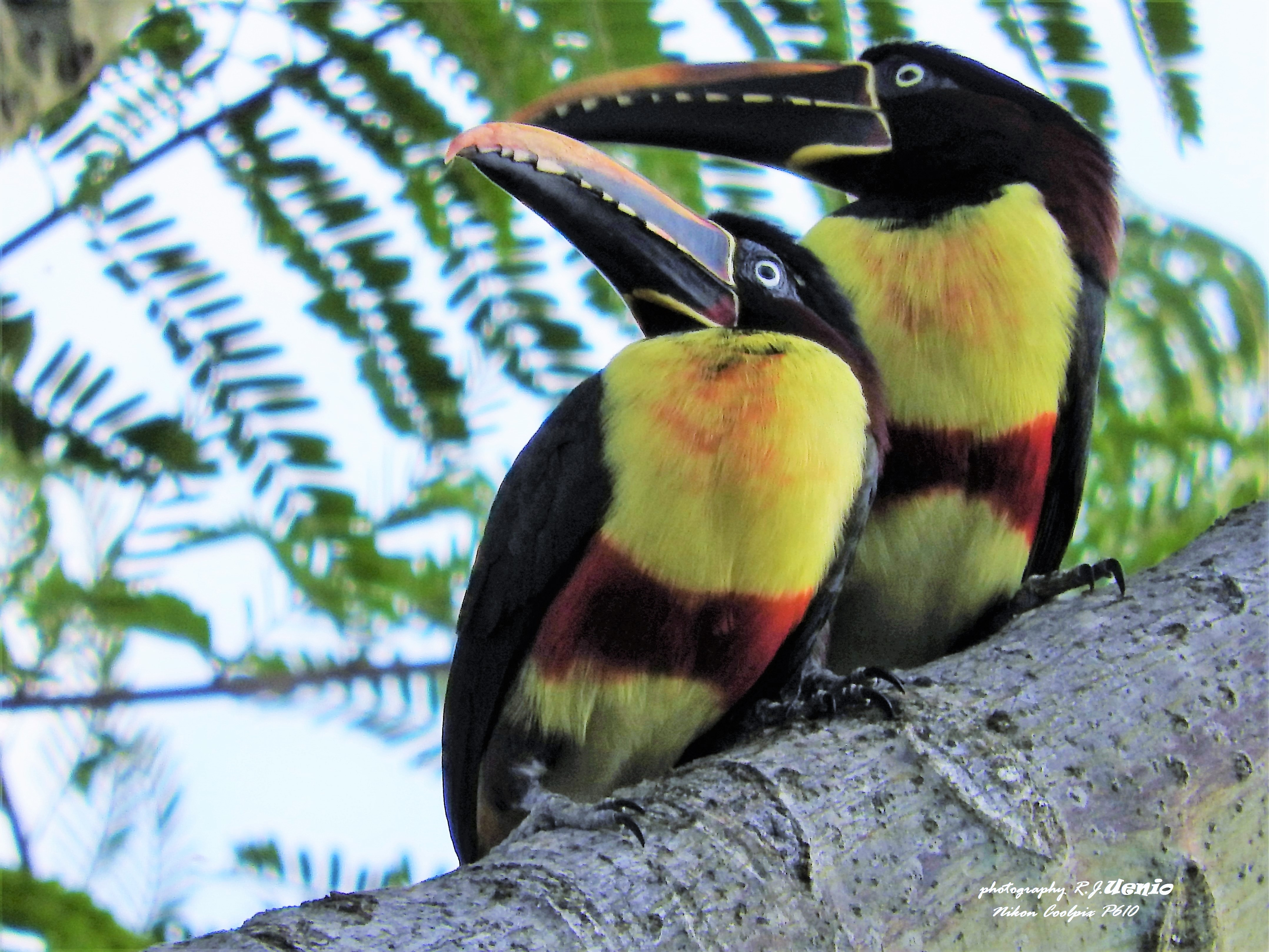
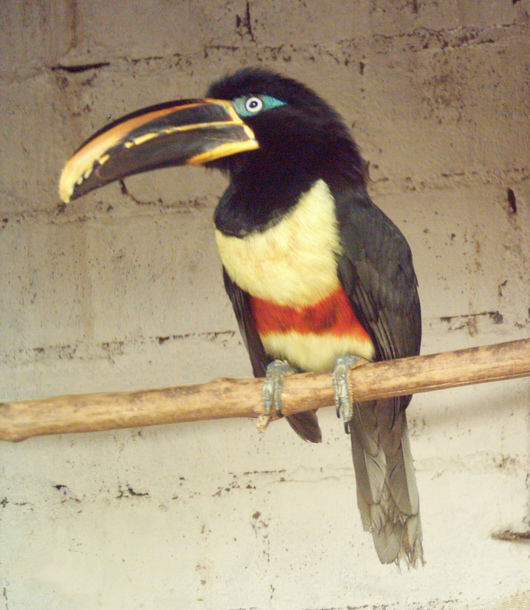
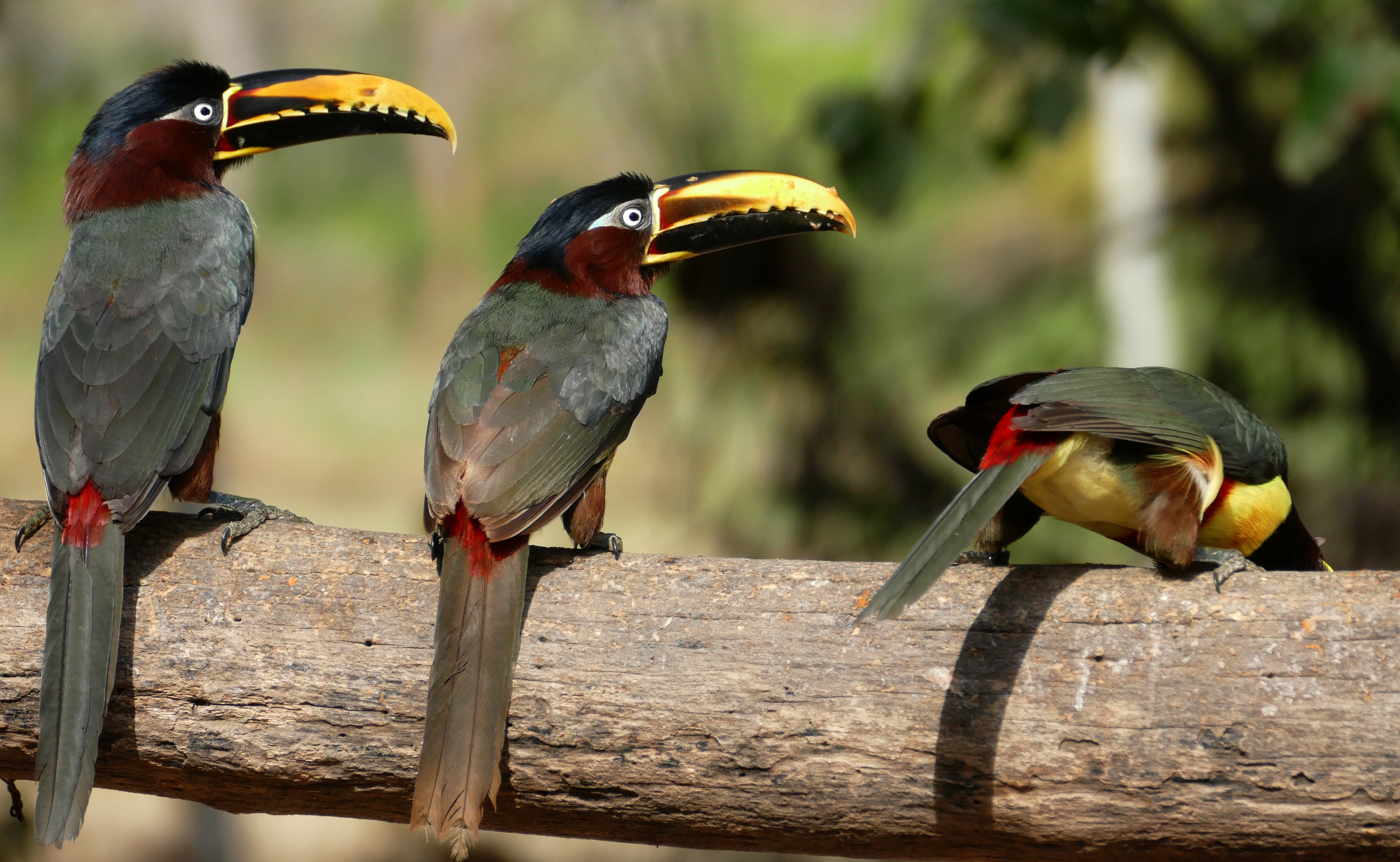
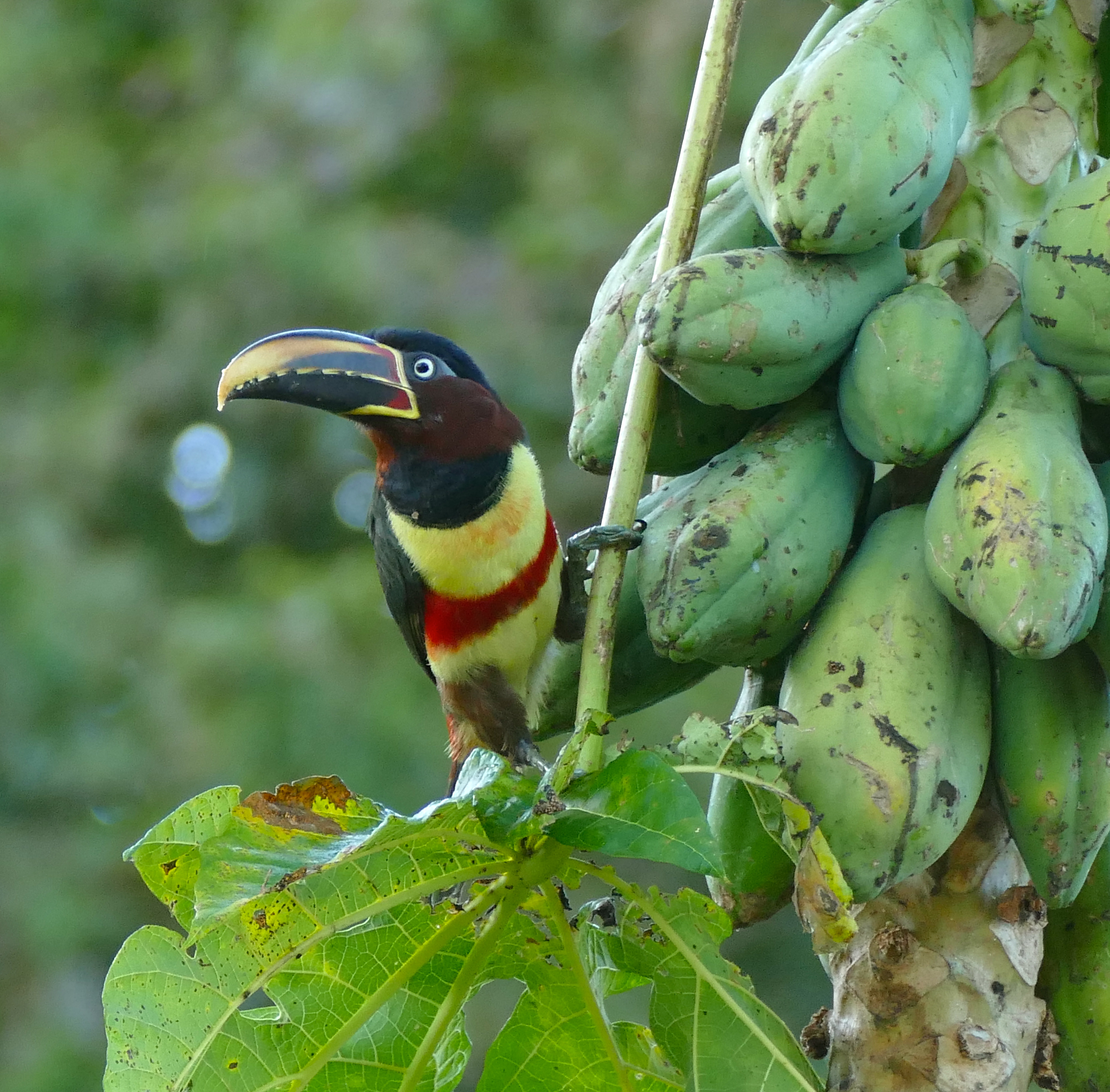